# Stelis scutella
Stelis scutella är en orkidéart som beskrevs av O.Duque. Stelis scutella ingår i släktet Stelis och familjen orkidéer. Inga underarter finns listade i Catalogue of Life.